# マリオ・クマー
マリオ・クマー（Mario Kummer、1962年5月6日 - ）は、旧東ドイツ、ズール出身の元自転車競技選手。

## 来歴
1980年
- ジュニア世界選手権自転車競技大会 個人追抜 2位

1981年
- ロードレース世界選手権
  -  チームタイムトライアル(TTT) 優勝（+ ベルント・ドローガン、ファルク・ボーデン、オラフ・ルードヴィッヒ）

1984年
- ツール・ド・ノルマンディ 総合優勝
- ツール・デュ・エノー・オシダンタル 総合優勝

1986年
- ロードレース世界選手権 TTT 3位

1987年
- ラインハルト＝ファルツ・ルントファールト 総合優勝
- ツール・デュ・エノー・オシダンタル 総合優勝

1988年
- ソウルオリンピック
  -  TTT 優勝（+ ウーヴェ・アンプラー、ヤン・シューア、マイク・ランドズマン）

1989年
- ロードレース世界選手権
  -  TTT 優勝（+ファルク・ボーデン、マイク・ランドズマン、ヤン・シューア）

1990年、シャトー・ダックスと契約を結び、プロ転向。
1992年、PDM・コンコルドに移籍。
1993年、（ドイチェ）テレコムに移籍。
1997年、引退。
2000年〜2006年までドイチェ・テレコム、2007年にはアスタナのコーチを務めた。